# Paris 92
Issy Paris Handball – francuski klub piłki ręcznej kobiet powstały w 1990 z siedzibą w Issy-les-Moulineaux. Klub występuje w rozgrywkach Division 1 Kobiet, do której awansował w sezonie 2000/01.

## Sukcesy
- Mistrzostwa Francji:
  -  2012
  -  2008